# Kriminalvård

Joliet State Prison, Joliet, Illinois

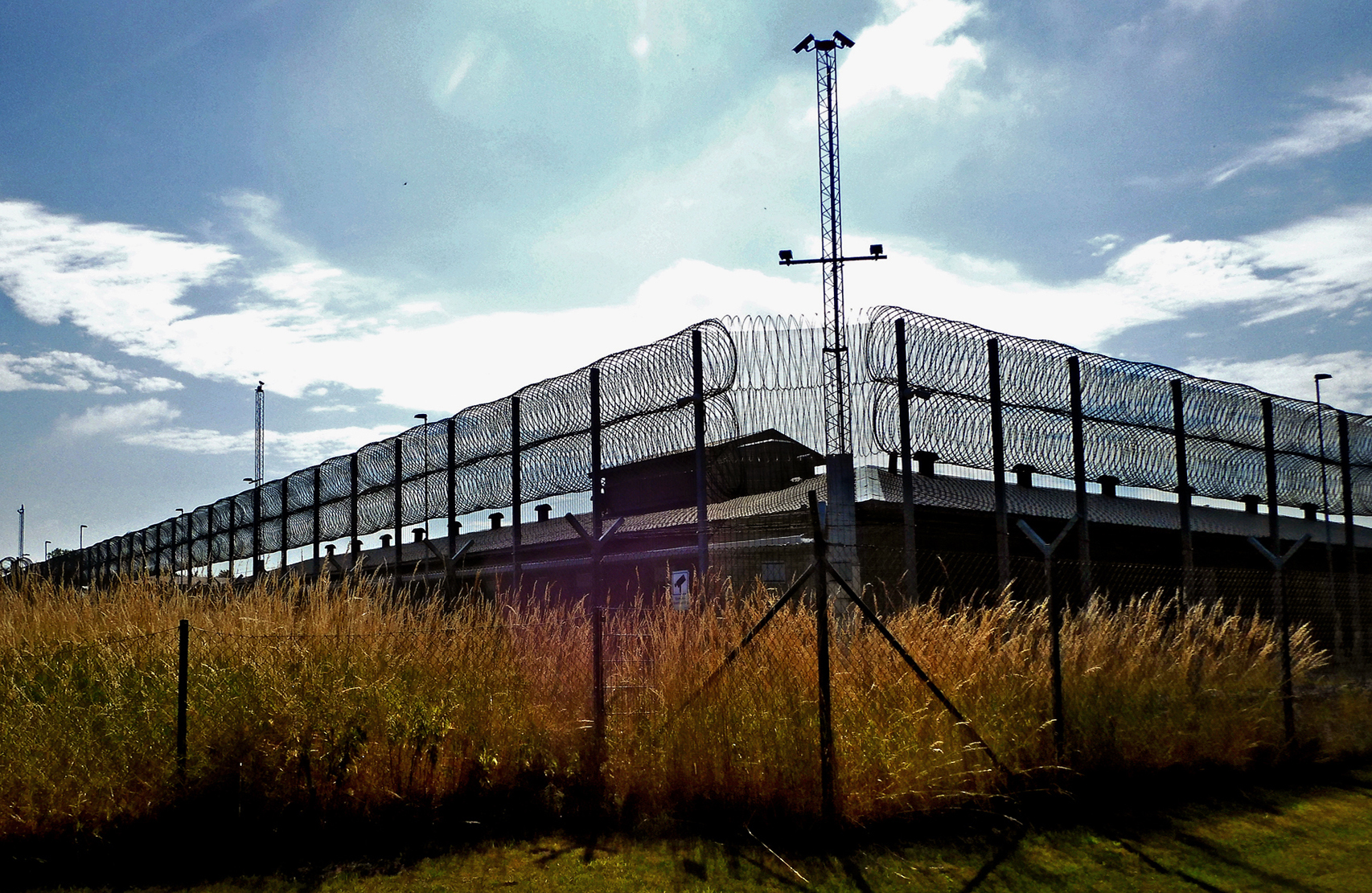
Stängsel, taggtråd och övervakningskameror runtom fångvårdsanstalten i Ystad 2021.

Kriminalvård, tidigare fångvård, är en form av anstaltsvård i verkställighet av fängelsestraff och frivård. 

## Kriminalvården i världen

### Europa

#### Danmark
- I Danmark är termen kriminalforsorg. Den administreras av Direktorat for kriminalforsorgen.

#### Finland
- I Finland är termerna fångvård och kriminalvård. De administreras av Brottspåföljdsmyndigheten.

#### Norge
- I Norge är termen kriminalomsorg. Den administreras av Kriminalomsorgen, tidigare Fængselsvesenet. Kriminalomsorgens centralförvaltning är en avdelning i justitiedepartementet.

#### Sverige
- I Sverige administreras kriminalvården av myndigheten Kriminalvården.